# Plectris panamaensis
Plectris panamaensis är en skalbaggsart som beskrevs av Frey 1967. Plectris panamaensis ingår i släktet Plectris och familjen Melolonthidae. Inga underarter finns listade i Catalogue of Life.